# Kindorientierung
Unter Kindorientierung wird ein didaktisches Konzept verstanden, welches das Kind als lernendes Subjekt bei der Gestaltung von Unterricht an die erste Stelle setzt.
Historisch gesehen, kam der Gedanke der Kindorientierung mit den Arbeiten der italienischen Kinderärztin Maria Montessori erstmals besonders deutlich ins Blickfeld der Pädagogik.
Kindorientierung (beziehungsweise kindgerechter Unterricht) wurde oft dem wissenschaftsorientierten Fachunterricht gegenübergestellt und das Konzept der Kindorientierung mit mancherlei Vorstellungen verbunden. Das Spektrum reicht dabei von Anschaulichkeit, Fasslichkeit, lebendiger Inhaltsauswahl und -präsentation, spielerischen Methoden, Interessensorientierung bis zum Lernen mit allen Sinnen. Unter dem Terminus „schülerzentrierter Unterricht“ fand dieser Ansatz in den 1970er Jahren durch die Psychologen  Tausch/Tausch Eingang in die schulpraktische Umsetzung. Unter den erweiternden Bezeichnungen „Altersgerechtigkeit“ bzw. „Individuation und Sozialisation“ hat sich die Kindorientierung inzwischen als für sämtliche Lernprozesse gültiges didaktisches Prinzip in der Unterrichtslehre etabliert, indem es die lernende Person grundsätzlich als besonders wichtigen Teil des Lerngeschehens hervorhebt.
Mit dem Prinzip der Kindorientierung wird eine Schwerpunktsetzung innerhalb des "Lehrer-Schüler-Lernstoff-Verhältnisses" betont. Die Rolle des Lehrenden soll sich nach diesem Ansatz vom „Belehrenden“ zum „Beobachtenden“ und "Begleitenden" eigenaktiver Lernprozesse verändern.
Kindorientierter Unterricht sollte so gestaltet sein, dass er produktiv ist und subjektive Erfahrungen repräsentiert. Er wird bereits seit den 1970er Jahren als mehrdimensionales Lernen praktiziert, bei dem die Kinder kommunikativ und kooperativ miteinander und voneinander lernen, was auch in altersgemischten Gruppen erfolgen kann. Meist wird Kindorientierung jedoch nicht methodisch konkret, sondern nur als ideale Norm in die Diskussion gebracht und unter dem diffusen Begriff Offener Unterricht verstanden. Offenheit oder Kindorientierung sind jedoch nur sehr allgemeine programmatische Postulate. Sie sagen noch nicht, wie Unterricht lernzielbezogen, inhaltlich, methodisch und organisatorisch gestaltet werden kann.